# Mohombi
Mohambi Nzasi Moupondo, cunoscut și sub numele de Mohombi; (n. 17 octombrie 1986, Kinshasa, Zair) este un cântăreț, dansator, producător muzical și compozitor de muzică pop congolezo-suedez.

## Biografie
În decembrie 2022, Mohombi și-a anunțat candidatura pentru alegerile prezidențiale din 2023 ca candidat independent. Arhivat în 20 martie 2023, la Wayback Machine..